# خوسيه بيراسيو
خوسيه بيراسيو (بالبرتغالية: José Perácio‏) (مواليد 2 نوفمبر 1917) هو لاعب كرة قدم. يلعب مع منتخب البرازيل لكرة القدم. سبق له أن لعب في كأس العالم لكرة القدم مع منتخب بلاده.

## روابط خارجية
- خوسيه بيراسيو على موقع الاتحاد الدولي (مؤرشف)  (الإنجليزية)
- خوسيه بيراسيو على موقع قاعدة بيانات كرة القدم.إي يو (الإنجليزية)
- خوسيه بيراسيو على موقع ناشيونال فوتبول تيمز (الإنجليزية)
- خوسيه بيراسيو على موقع Soccerway.com (الإنجليزية)
- خوسيه بيراسيو على موقع عالم كرة القدم.نت (الإنجليزية)